# متوسط الإيرادات لكل مستخدم
متوسط الإيرادات لكل مستخدم (بالإنجليزية: Average revenue per user)‏ وتختصر ARPU هو مقياس تعتمده أساسا شركات الإتصالات, و يتمثل في قسمة الايرادات على عدد المشتركين على 12 شهر. كلما كانت القيمة أكبر كلما كان ذلك أفضل بالنسبة للشركة. ويعد متوسط العائد لكل مستخدم في الكويت من بين أعلى المعدلات على المستوى العالمي؛ إذ يبلغ نحو 39 دولار أمريكي